# Paulusbriefe

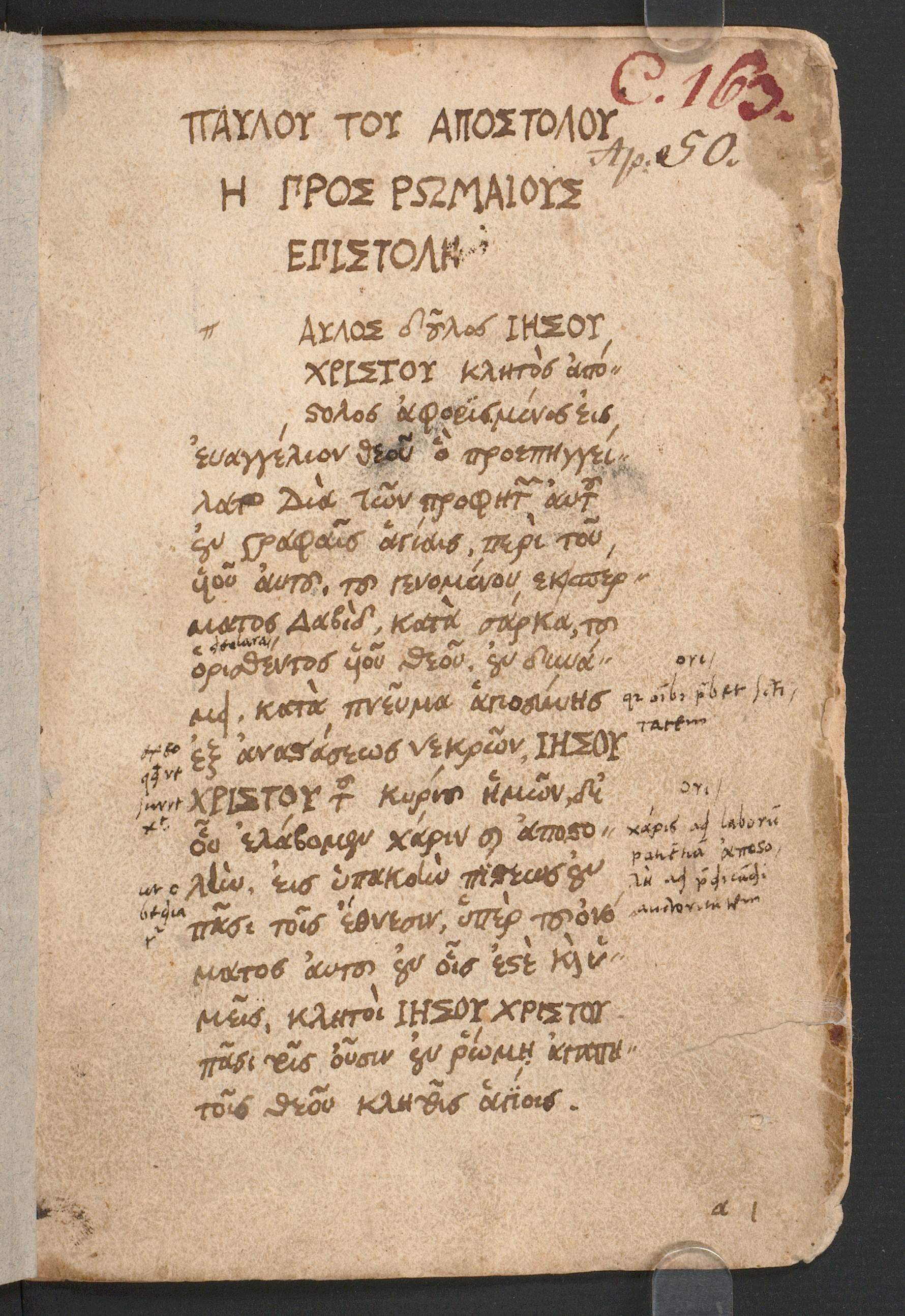
Beginn der griechischen Handschrift des Huldrych Zwingli aus dem Jahr 1517 mit den Paulusbriefen aus der Zentralbibliothek Zürich

Als Paulusbriefe, paulinische Briefe oder Corpus Paulinum bezeichnet man insgesamt 13 Episteln des Neuen Testaments (NT), die Paulus von Tarsus als Verfasser nennen. Mindestens 7 davon gelten als authentisch: der 1. Thessalonicherbrief, der 1. und 2. Korintherbrief, der Galaterbrief, der Römerbrief, der Philipperbrief und der Philemonbrief. Sie entstanden zwischen 48 und 61 n. Chr. und sind damit die ältesten erhaltenen Schriften des Urchristentums.
Beim Kolosserbrief, Epheserbrief und 2. Thessalonicherbrief ist umstritten, ob sie von Paulus oder von einzelnen seiner Schüler verfasst wurden. Die drei Pastoralbriefe (an Timotheus und Titus) gelten meist als Werke eines Paulusschülers. Die Alte Kirche schrieb den Hebräerbrief, der keinen Autor nennt, irrtümlich Paulus zu und nahm ihn darum als 14. Brief in das Corpus Paulinum auf.
Paulus verfasste seine Brieftexte in der Koine, dem hellenistischen Griechisch seiner Zeit. Alle authentischen Paulusbriefe außer dem Römerbrief richten sich an von ihm gegründete Gemeinden oder einzelne ihrer Mitglieder. Sie verkünden Jesus Christus in Bezug auf damalige innergemeindliche Konflikte, vor allem zwischen Judenchristen und Heidenchristen. Sie repräsentieren und bewahren die paulinische Theologie und sind die Hauptquellen für biografische Informationen zu Paulus. Als wesentlicher Bestandteil des Bibelkanons haben sie eine bleibende Bedeutung im Christentum.

## Übersicht
| Verfasser                                           | Brief                                                                                       | Kürzel        | Zeit und Ort                                                     |
| --------------------------------------------------- | ------------------------------------------------------------------------------------------- | ------------- | ---------------------------------------------------------------- |
| Paulus                                              | 1. Brief des Paulus an die Thessalonicher                                                   | 1Thess        | ~50 in Korinth; eventuell vor 48                                 |
| Paulus                                              | 1. Brief des Paulus an die Korinther                                                        | 1Kor          | Frühjahr 54 oder 55 in Ephesos                                   |
| Paulus                                              | 2. Brief des Paulus an die Korinther                                                        | 2Kor          | Herbst 55 oder 56 in Makedonien                                  |
| Paulus                                              | Brief des Paulus an die Galater                                                             | Gal           | ~55 in Ephesos oder Makedonien                                   |
| Paulus                                              | Brief des Paulus an die Römer                                                               | Röm           | Frühjahr 56 in Korinth                                           |
| Paulus                                              | Brief des Paulus an die Philipper                                                           | Phil          | ~60 in Rom; eventuell früher in Ephesos oder Caesarea Maritima   |
| Paulus                                              | Brief des Paulus an Philemon                                                                | Phlm          | ~61 in Rom; eventuell früher in Ephesos oder Caesarea Maritima   |
| Paulus oder ein Paulusschüler (eventuell Timotheus) | Brief des Paulus an die Kolosser                                                            | Kol           | ~70 in Kleinasien                                                |
| ein Paulusschüler                                   | Brief des Paulus an die Epheser                                                             | Eph           | ~80–90 in Kleinasien                                             |
| Paulus oder ein Paulusschüler                       | 2. Brief des Paulus an die Thessalonicher                                                   | 2Thess        | 95–100 in Kleinasien oder Makedonien; eventuell 50–51 in Korinth |
| ein Paulusschüler                                   | 1. Brief des Paulus an Timotheus 2. Brief des Paulus an Timotheus Brief des Paulus an Titus | 1Tim 2Tim Tit | ~100 in Ephesos                                                  |
| unbekannt (irrtümlich Paulus zugeschrieben)         | Brief an die Hebräer                                                                        | Heb           | vor 96 in Rom; eventuell vor 70                                  |

## Verfasserschaft
Seit etwa 1800 stellte die historisch-kritische Forschung die Autorschaft des Paulus bei jedem der ihm zugeschriebenen Briefe in Frage. Der englische Deist Edward Evanson bestritt 1792 die Echtheit des Römerbriefs. Die Tübinger Schule hielt Röm, Gal, 1 und 2 Kor für paulinisch und markierte damit einen relativen Konsens. Einzelne frühe Neutestamentler, etwa der deutsche Philosoph Bruno Bauer ab 1850 und die Holländische Radikalkritik ab 1878, sahen keinen der 13 Briefe als authentisch an. Hauptgrund war, dass sie die Angaben der Apostelgeschichte des Lukas (Apg) für älter und zuverlässiger hielten. Schon 1904 wies William Wrede ihre These als „schwere Verirrung der Kritik“ zurück. Diese These hat in der heutigen Paulusforschung keine Bedeutung mehr.
Die Authentizität von sieben Paulusbriefen ist heute unumstritten und wird in NT-Einleitungen vorausgesetzt, vor allem weil Paulus darin selbst auf Vorläuferbriefe und Schüler hinweist. Spätere Briefe lassen sich sprachlich und inhaltlich deutlich von den älteren Paulusbriefen abgrenzen und auf Paulusschüler zurückführen, die an seine Theologie anknüpften und seine Tradition bewahrten.
Umstritten ist vor allem die Autorschaft der Briefe Eph, Kol und 2 Thess. Weitgehend akzeptiert ist dagegen, dass die drei Pastoralbriefe wegen stilistischer und inhaltlicher Unterschiede von einem Paulusschüler stammen. Diese Pseudepigraphen nennt man „Deuteropaulinen“. Forscher, die bereits Eph, Kol und 2 Thess dazuzählen, nennen die späteren Pastoralbriefe dann „Tritopaulinen“ oder „tritopaulinisch“.
Der Neutestamentler Joachim Jeremias vertrat die Echtheit aller 13 Paulusbriefe. Dagegen unterscheiden die meisten deutschsprachigen Neutestamentler zwischen echten Paulusbriefen und Briefen von Paulusschülern. Klaus Haacker kritisierte 2009 die Maßstäbe und Prämissen dafür als empirisch zu wenig begründet. In der englischsprachigen Forschung ist die Unterscheidung wegen der häufigen synchronen Exegese selten. Interdisziplinäre Studien schließen nicht aus, dass Paulus alle 13 Briefe des Corpus Paulinum verfasst haben kann. Auch Nicholas Thomas Wright hält die Position der deutschsprachigen Forschung für historisch unzureichend begründet.

## Entstehungsdaten
Der 1 Thess   gilt als ältester erhaltener urchristlicher Text. Er kann 20 bis 30 Jahre vor dem Evangelium nach Markus, dem ältesten der vier kanonischen Evangelien, entstanden sein. Er wird wegen der Namen im ersten Vers, die auch Apg 18,5  nennt, meist auf das Jahr 50 in Korinth datiert. Andere datieren den Brief auf die frühen 40er Jahre vor dem Apostelkonzil (48), weil er keine Hinweise darauf gibt; oder man datiert das Konzil nach den ersten Korinthaufenthalt des Paulus.
Der 1 Kor wird wegen der Ortsangabe in 1 Kor 16,8  und dem Hinweis auf Reisepläne um Ostern in 1 Kor 16,5–8  auf das Frühjahr vor der Abreise des Paulus aus Ephesos (54 oder 55) datiert. Der 2 Kor wurde wegen der Reisehinweise darin sechs bis 18 Monate später verfasst: Wegen eines Konflikts mit einem Gemeindeglied sei Paulus vom ersten Korinthbesuch überstürzt nach Ephesos zurückgekehrt (2 Kor 2,3–11). Den dadurch veranlassten (nicht erhaltenen) „Tränenbrief“ habe Titus nach Korinth gebracht und sei dann nach Makedonien zu Paulus zurückgekehrt (2 Kor 7,5–9 ). Dazwischen lag ein Jahreswechsel (2 Kor 8,10). Da der Paulus bekannte makedonische Kalender den Jahresanfang auf den Herbst legte, kann der 2 Kor im Spätherbst 55 entstanden sein. Falls der römische Kalender gemeint war, entstand der 2 Kor im Herbst 56.
Der Gal wurde bis zum frühen 20. Jahrhundert oft als ältester Paulusbrief eingestuft. Heute wird er wegen der inhaltlichen Nähe zum Röm meist später datiert. Umstritten ist, ob er vor dem 2 Kor in Ephesos oder danach auf der Makedonienreise des Paulus (Apg 20,2) entstand. Laut Gal 2,10 fand die von Paulus angeordnete Kollekte für die Jerusalemer Urgemeinde (1 Kor 16,1) auch in Galatien statt und war kein Streitpunkt im Konflikt mit den Galatergemeinden. Da Paulus hier betont, er habe die Kollektenvereinbarung voll erfüllt, die 2 Kor erwähnt, datieren die meisten Neutestamentler den Gal heute auf Spätherbst 55.
Den Röm schrieb Paulus im Haus des Gaius in Korinth, bevor er nach Jerusalem zur Kollektenübergabe aufbrach (Frühjahr 56). Das ergibt sich aus seinen Angaben: Er wollte die nicht von ihm gegründete Gemeinde in Rom als Unterstützer seiner geplanten Spanienmission gewinnen (Röm 15,23f.) und zuvor die Spenden aus Makedonien und Achaia nach Jerusalem bringen (Röm 15,28f.). Er lässt die Gemeinde von seinem Gastgeber Gaius grüßen (Röm 16,23), den 1 Kor 1,14 als von ihm getauftes Gemeindeglied von Korinth erwähnt.
Der Phil entstand in einer längeren Haftsituation (Phil 1,7 ), die Paulus nicht am Missionieren hinderte (1,12–17). Er rechnete mit Todesstrafe oder Freispruch, auf den er hoffte (1,19–25), und erwartete das baldige Urteil, um dann die Philippergemeinde zu besuchen (2,23f.). Viele Neutestamentler nehmen Ephesos als Ort dieser Haft an, einige Caesarea Maritima. Neuere Forscher plädieren meist für Rom, weil Phil 1,13 eine Prätorianergarde, 4,22 einen kaiserlichen Sklaven, Apg 28,30f.  eine milde, zweijährige Haftsituation in Rom erwähnt, aber keine lange Haft in Ephesos. Zudem erwähnt der Phil die Kollekte für Jerusalem nicht, wohl weil diese beendet war. Sprachliche Indizien bestätigen, dass der Phil nach dem Röm entstand. Der Besuchswunsch in Philippi widerspricht der geplanten Spanienreise nicht unbedingt, da Paulus auch nach anderen Briefen Reisepläne wegen widriger Umstände änderte und der Wunsch, die Briefadressaten zu besuchen, zum Formschema seiner Briefe gehört. In Rom kann der Phil frühestens im Jahr 60 entstanden sein. Auch der Phlm entstand in einer milden Haftsituation und in Gegenwart derselben Mitarbeiter des Paulus (Verse 1, 9, 10, 13, 23f.). Viele Exegeten datieren ihn mit dem Phil nach Ephesos, einige nach Caesarea. Für Rom spricht, dass Paulus sich nur im Phlm (Vers 9) „Presbyter“, nicht Apostel nennt, wohl weil er die römische Gemeinde nicht gegründet hatte.
Der Kol nennt keinen Abfassungsort, erwähnt aber die Städte Kolossai (1,2), Laodikeia (2,1) und Hierapolis (4,13). Dieser Brief entstand daher wohl im südlichen Kleinasien, eventuell in Ephesos, dem wahrscheinlichen Sitz der Paulusschule. Der Autor kannte den Paulusmitarbeiter Tychikus (Kol 4,7; Apg 20,4) und den Gemeindegründer Epaphras (Kol 1,7; 4,12). Er setzte den Kampf des Paulus gegen die Verfälschung seiner Lehre fort. Sein Brief gilt daher als der älteste der Deuteropaulinen.
Auch der Eph nennt keinen Abfassungsort. Der Empfängerwohnort „in Ephesos“ fehlt in frühen Handschriften und gilt daher als sekundär ergänzt. Sicher ist, dass der Autor den Kol als Vorlage verwendete und sich wie dieser an die Gemeinden in Kleinasien richtete, darunter Ephesos. Weil sein Brief Ignatius von Antiochien (um 95) bekannt war, wird er auf 80–95 datiert.
Die Datierung des 2 Thess ist stärker umstritten. Wer ihn als Werk des Paulus oder eines seiner Mitarbeiter einstuft, datiert ihn dann wie den 1 Thess auf 50–51. Andere verweisen dagegen darauf, dass der 2 Thess der Naherwartung der Wiederkunft Jesu Christi im 1 Thess deutlich widerspricht und viele dort fehlende Ausdrücke benutzt. Eine theologische Reflexion der abklingenden Naherwartung findet sich sonst erst im 2. Brief des Petrus (2 Petr 3,1–13), der um 100 entstand. Daher wird der 2 Thess meist ebenfalls auf das Ende des ersten Jahrhunderts datiert. Als Entstehungsort wird dann Kleinasien oder Makedonien vermutet.

## Form
Die Paulusbriefe bilden im NT eine eigene literarische Gattung, die kein direktes Vorbild im Judentum hatte. Paulus diktierte sie wie damals üblich einem kundigen Schreiber (Röm 16,22 ). Dieser benutzte vor allem Papyrus, rußhaltige Tinte und ein angespitztes Schilfrohr zum Schreiben. Die Abschlussworte schrieben Paulus selbst (Gal 6,11–18 ; 1 Kor 16,21 ; Phlm 19) oder seine Schüler (2 Thess 3,17; Kol 4,18). Der fertige Brief wurde gerollt oder gefaltet. Auf die Außenseite wurden Adressaten, Absender und oft auch der Bestimmungsort geschrieben. Ein Netz privater Boten, Männer wie Frauen, brachte die fertigen Briefe zu den Gemeinden. Die Boten waren Vertrauenspersonen aus den eigenen Reihen, die den Adressaten zusätzliche mündliche Erläuterungen geben konnten (Röm 16,1f.). Die Briefe zirkulierten in den Gemeinden als Abschriften, von denen viele erhalten sind.
Bei keiner dieser Handschriften ist die äußere Adresse erhalten. Jedoch wiederholt das innere Präskript Namen und Titel der Absender, die Adressaten und deren Wohnort oder Region. Sechs authentische Paulusbriefe nennen die Namen von Mitabsendern; der Gal nennt kollektiv „alle Brüder mit mir“. Als Adressaten erscheinen immer Kollektive, meist mit dem Ausdruck ekklesia (wörtlich „Herausgerufene“; Gemeinde, Kirche). Nur im Römerbrief schreibt Paulus als alleiniger Absender „an alle, die in Rom sind“, weil er diese Gemeinde nicht selbst gegründet hatte. Diesen Angaben folgt der Eingangsgruß an die Empfänger „Gnade euch und Friede…“, ähnlich wie die antike salutatio. Jedoch kommt dieser Segen laut allen Paulusbriefen nicht vom menschlichen Absender, sondern „…von Gott unserem Vater und dem Herrn Jesus Christus“. Nur im Gal wich Paulus im Blick auf die dortige Situation des Abfalls von dieser Grußformel ab.
Die Paulusbriefe sind viel länger als gewöhnliche antike Privatbriefe, haben eine überlegte Gliederung und waren zum öffentlichen Verlesen im urchristlichen Gottesdienst bestimmt. Sie enthalten eine Vielfalt literarischer Kunstformen, die der Autor gezielt als Mittel der theologischen Argumentation einsetzte und die seine rhetorische Bildung zeigen. Ihr Zweck, eine persönliche Beziehung zwischen Autor und Adressaten zu bewahren und zu vertiefen, verbindet sie mit gewöhnlichen Freundschafts- und Familienbriefen. Ihre Kombination von lehrhaften, ethischen und autobiografischen Inhalten verbindet sie mit zeitgenössischen philosophischen Briefen. Darum werden die Paulusbriefe formal und inhaltlich als spezifisch urchristliche Literaturform eingestuft.

## Anlässe und Zwecke
Die Paulusbriefe verkünden vorrangig Kreuz und Auferstehung Jesu Christi und enthalten anders als die Evangelien nur wenige Angaben zum irdischen Leben Jesu. Es sind erweiterte Privatbriefe an bestimmte christliche Ortsgemeinden, die Paulus und/oder seine Mitarbeiter zuvor gegründet hatten, und an Einzelpersonen solcher Gemeinden. Die übrigen NT-Briefe richteten sich nicht an bestimmte Gemeinden und heißen deshalb „katholische“ (allgemeine) Briefe.
Erst nach vielen Jahren seiner Missionstätigkeit begann Paulus, Briefe als Mittel der Gemeindeleitung zu verwenden. Damit reagierte er auf bestimmte Konflikte, die in seinen Gemeinden entstanden waren, um diese zu lösen. Seine Briefe sind also situativ bedingte Gelegenheitsschreiben. Der Philemonbrief ist an eine Einzelperson gerichtet, behandelt das zu lösende Problem (die Behandlung eines Sklaven) aber nicht als Privatsache, sondern verbindlich für alle Mitchristen. Der Römerbrief ist an eine Ortsgemeinde gerichtet und von einer bestimmten Situation (Kollekte) veranlasst, sollte aber von vornherein an weitere Gemeinden gesandt werden und redet diese über ihre Mitglieder ebenfalls an. Er fasst die Grundlinien der Theologie des Paulus in Form eines Traktats zusammen und gilt daher als frühes Beispiel einer urchristlichen Publizistik.
Paulus zitiert in seinen Briefen öfter ältere urchristliche Überlieferung und betont ihre Bedeutung für den gemeinsamen christlichen Glauben (zum Beispiel in 1 Kor 11,23; 15,3). Seine Briefe erwähnen 40 verschiedene Mitarbeiter, zum Teil auch als Mitabsender. Einige davon verfassten wahrscheinlich Teile der authentischen Paulusbriefe und spätere Briefe unter seinem Namen. Diese Paulusschule war der Trägerkreis der Paulusmission. Anders als die erste Christengeneration missionierten sie nicht durch Wanderungen von Ort zu Ort, sondern blieben an einem Ort, bis dort eine eigenständige Gemeinde entstanden war. Sitz der Paulusschule war wahrscheinlich die Ortsgemeinde in Ephesos, wo Paulus sich lange aufgehalten und einige seiner Briefe verfasst hat. Sie spiegeln Ausschnitte aus dem Kommunikationsprozess zwischen ihm und seinen Gemeinden.

## Sammlung
Die Paulusbriefe wurden von Beginn an gesammelt. Marcion stellte um das Jahr 150 erstmals zehn von ihm gesammelte Paulusbriefe, darunter die sieben authentischen, zu einer Liste zusammen, genannt „Apostolos“. Man erschließt die nicht erhaltene Liste aus Bemerkungen Tertullians (Adv. Marc. 5,2–21) gegen Marcion. Die Liste gilt als erster Bibelkanon und umfasste Gal, 1Kor, 2Kor, Röm, 1Thess, 2Thess, Kol, Phil, Phlm, Hebr sowie ein „gereinigtes“ Evangelium nach Lukas, das „marcionitische Evangelium“.
Um das Jahr 200 wurde eine weitere Paulusbriefsammlung zu einem Kodex (Buch) zusammengestellt, der erhalten ist. Er wird als Papyrus 46 oder mit dem Sigel {\displaystyle {\mathfrak {P}}}46 bezeichnet. Die Sammlung beginnt mit dem Römerbrief und enthält noch sieben weitere Briefe.
Den Anstoß dazu gab der darin enthaltene theologische Wahrheitsanspruch (1 Thess 1,5 ; 1 Kor 2,4 ; Röm 1,16  und öfter). Sie sollten vorgelesen (1 Thess 5,27 ; Röm 16,,16 ) und weitergegeben werden (Gal 1,2 ; 2 Kor 1,1 ), damit die Empfänger sie einsehen konnten (Gal 6,11 ). Demgemäß wurden sie in den Gemeinden ausgetauscht (Kol 4,16 ). Auch Gegner rühmten ihre Überzeugungskraft (2 Kor 10,10 ). Vor gefälschten Exemplaren wurde gewarnt (2 Thess 2,2 ; 2 Thess 3,17 ); das setzt eine Sammlung voraus. Der Autor von 2 Petr 3,15f  kannte eine solche, da er sich zum Inhalt der Paulusbriefe insgesamt äußert. Diese Notizen im NT zeigen die hohe Wertschätzung der Paulusbriefe im Urchristentum. Wegen ihrer konzentrierten theologischen und ethischen Inhalte und rhetorischen Kraft erhielten sie schon zu Lebzeiten des Paulus überregionale Bedeutung, unabhängig von ihrem Situationsbezug, und behielten diese nach seinem Tod.
Seine Mitarbeiter und Schüler versuchten seine Theologie mit selbstverfassten Briefen unter seinem Namen zu aktualisieren und zu bewahren. Für sie war die Sammlung der originalen Paulusbriefe entscheidend. Die Autoren des Kol, des Eph und der drei Pastoralbriefe bezogen sich auf bis zu sechs authentische Paulusbriefe. Ab 95 belegen nichtkanonische Schriften (Erster Clemensbrief, Ignatiusbriefe, Polykarp von Smyrna) die Existenz verschieden großer Paulusbriefsammlungen. Um das Jahr 200 gehörten für Irenäus von Lyon alle 13 Paulusbriefe neben den vier Evangelien und der Apg zum werdenden NT.
Weil man den Hebräerbrief für einen Paulusbrief hielt, wurde er mit aufgenommen. Dieses Corpus Paulinum wurde zunächst in einem eigenen Handschriftenband zusammengefasst, ebenso wie das Corpus Apostolicum (Apg und katholische Briefe) und die Evangeliare. Diese drei Sammelschriften waren Vorstufen zur Kanonisierung des NT und bildeten seinen Grundstock.

## Nicht erhaltene Paulusbriefe
1 Kor 5,9 , 2 Kor 2,4 , 2 Kor 10,10  und Kol 4,16  erwähnen verschiedene weitere Paulusbriefe. Diese sind nicht erhalten, über ihre Inhalte ist sonst nichts bekannt. Manche Exegeten identifizieren sie mit Textpassagen der bekannten Paulusbriefe, betrachten diese Teile also als später eingefügt. So wird vermutet, der in 2 Kor 2,4 erwähnte „Tränenbrief“ sei in 2 Kor 1,3–2,11 , die in 2 Kor 10,10 erwähnten „Briefe“ (Plural) seien in 2 Kor 10–13 enthalten. Andere verweisen dagegen darauf, dass die jeweiligen Stellen verschiedene Konflikte und Gegner behandeln. Solche Teilungs- oder Kompositionsthesen haben sich bisher mangels historischer Analogien nicht durchgesetzt, sie werden aber weiter diskutiert.

## Apokryphe Paulusschriften
Der Kanon Muratori erwähnt zwei ausdrücklich als Fälschungen bezeichnete Paulusbriefe: den Laodizenerbrief und einen Brief des Paulus an die Alexandriner, von dem nur der Name bekannt ist. In einigen Handschriften der Vulgata ist ein lateinisch abgefasster Laodizenerbrief enthalten. So befindet sich eine Abschrift beispielsweise im Buch von Armagh, die zugleich in einer Warnung als Fälschung gekennzeichnet ist. Es ist umstritten, ob dieser identisch ist mit dem Laodizenerbrief, der im Kanon Muratori erwähnt wird, eine andere Schrift mit demselben Namen ist, oder mit ihm zusammenhängt. Unter den Nag-Hammadi-Schriften gibt es das Gebet des Apostels Paulus, das aber gnostische Begriffe verwendet und eindeutig nicht auf Paulus zurückzuführen ist. Der 3. Korintherbrief ist ebenfalls eine Pseudepigraphie. Aus dem vierten Jahrhundert existiert ein fiktiver Briefwechsel zwischen Seneca und Paulus, den keiner von beiden verfasst hat. Bei den Paulusakten handelt es sich um eine apokryphe Apostelgeschichte aus dem 2. Jahrhundert, die aus Kleinasien stammt.